# Mesochorus terebratus
Mesochorus terebratus är en stekelart som beskrevs av Schwenke 1999. Mesochorus terebratus ingår i släktet Mesochorus och familjen brokparasitsteklar. Inga underarter finns listade i Catalogue of Life.